# Форенца
Форенца (італ. Forenza) — муніципалітет в Італії, у регіоні Базиліката, провінція Потенца.
Форенца розташована на відстані близько 310 км на схід від Рима, 27 км на північ від Потенци.
Населення — 2141 особа (2014).
Щорічний фестиваль відбувається 4 листопада. Покровитель — San Carlo Borromeo.

## Демографія
Населення за роками:

Станом на 1 січня 2023 року в муніципалітеті офіційно проживало 77 іноземців з 12 країн, серед них 23 громадяни країн Євросоюзу.

## Сусідні муніципалітети
- Ачеренца
- Авільяно
- Банці
- Філіано
- Дженцано-ді-Луканія
- Джинестра
- Маскіто
- Палаццо-Сан-Джервазіо
- П'єтрагалла
- Рипакандіда

## Галерея

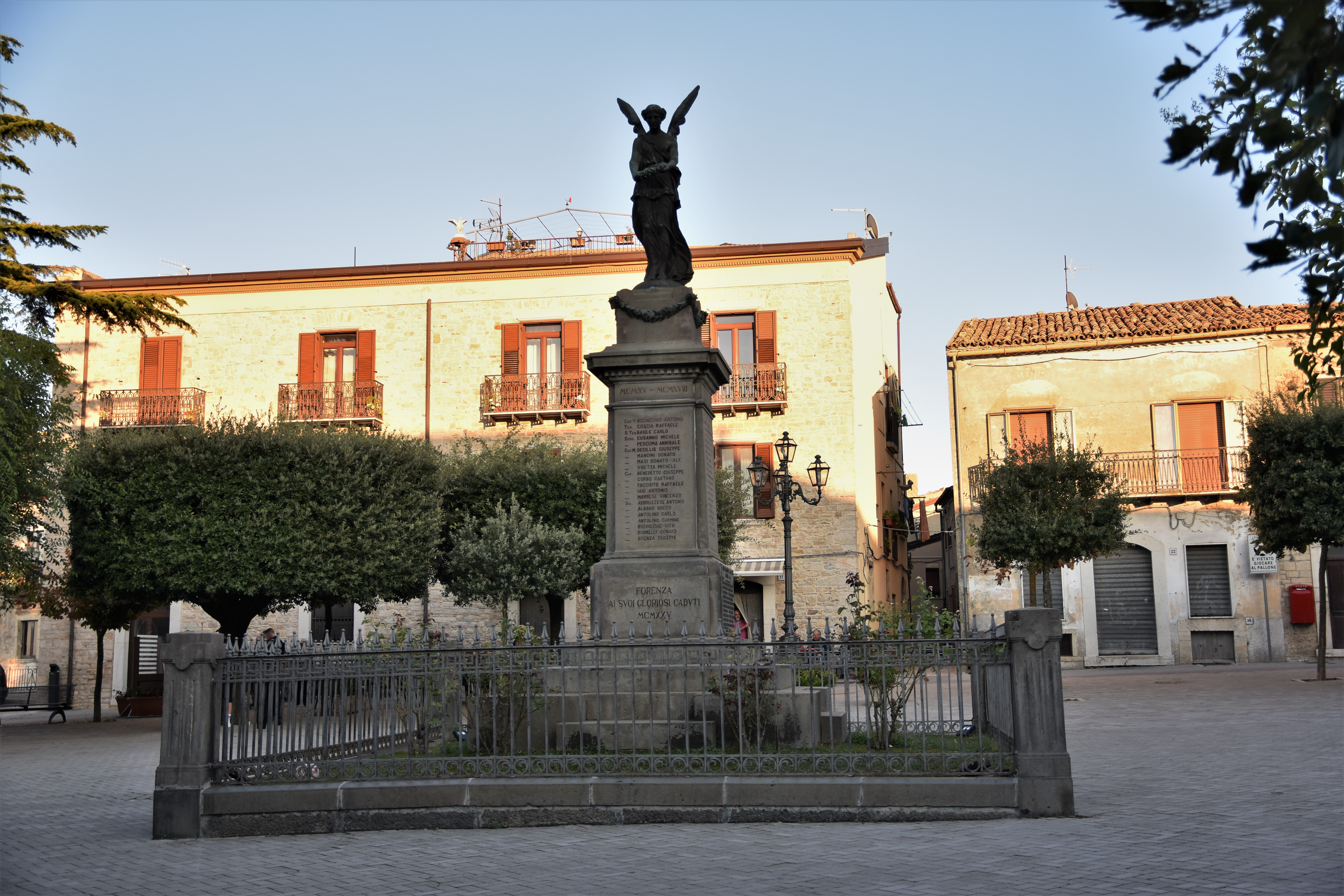
Військовий меморіал
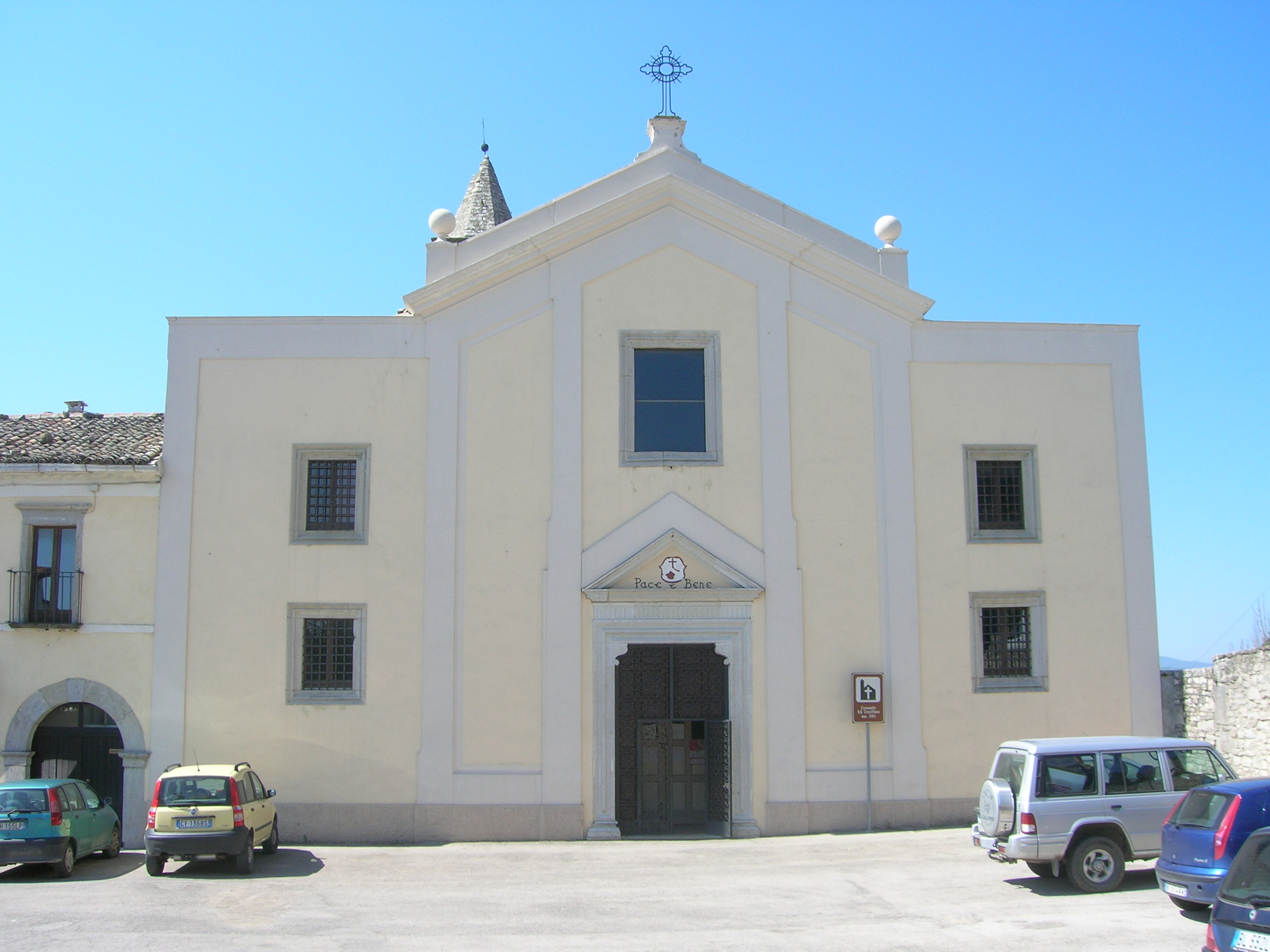
Монастир
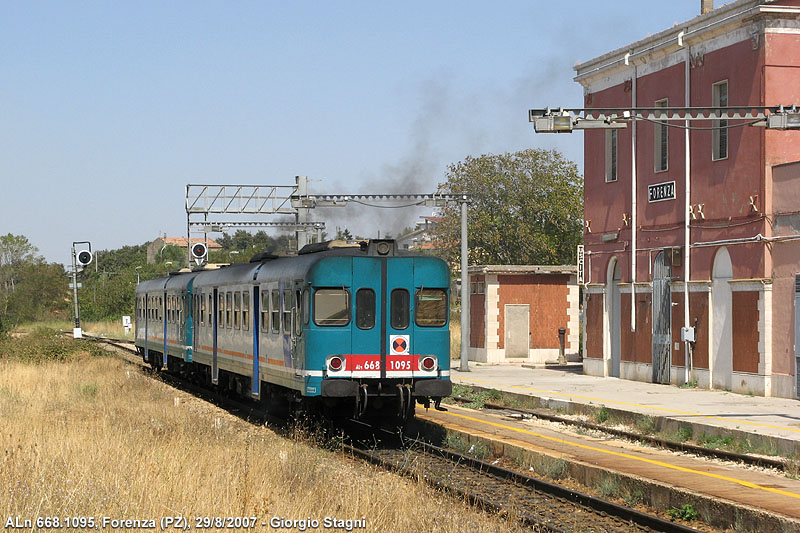
Залізнична станція